# ロバート・トマス・カリュー
ロバート・トマス・カリュー（英語: Robert Thomas Carew、1747年5月22日 – 1834年4月11日）は、アイルランド王国出身の政治家。1768年から1776年までアイルランド庶民院議員を務めた。

## 略歴
トマス・カリューと妻イライザ・リッカーダ（Eliza Rickarda、旧姓メイ（May）、ジェームズ・メイの娘）の長男として、1747年5月22日に生まれた。
1768年から1776年までダンガーヴァン選挙区の代表としてアイルランド庶民院議員を務めた。
1779年、ウォーターフォード県長官を務めた。
1834年4月11日に死去、長男トマスが遺産を継承した。

## 家族
1771年7月4日、フランシス・ボイス（Frances Boyse、トマス・ボイスの娘）と結婚、2男1女をもうけた。
- トマス（1775年8月23日 – 1853年10月4日） - 治安判事と副統監を歴任。1807年4月8日、ジェーン・アルコック（Jane Alcock、1857年没、サー・ジョン・アルコックの娘）と結婚、子供あり[2]
- ロバート・シャップランド（1777年8月25日 – 1813年6月） - 陸軍軍人、ビトリアの戦いで戦死[2]
- マーガレット - ロバート・ハント（Robert Hunt）と結婚[2]